# 数据缓冲技术
數據緩衝技術(Disk staging)是一種利用了硬盤作為額外及臨時的數據緩衝技術，使要備份的數據在複製到磁帶之前，會先複製到緩衝磁盤。
放在緩衝磁盤的數據會保留約一日或一星期，直至在背景執行的備份過程完成，才會從硬盤上刪除。
數據緩衝的過程由備份軟件操控，它亦是操控整個備份過程的軟件；這與虛擬磁帶庫的運作有所不同：在虛擬磁帶庫裡，緩衝硬盤是對備份軟件隱藏的。不過，這兩項操作都屬於D2D2T，意思就是「磁盤到磁盤到磁帶」。所以，D2D2T並不一定代表數據緩衝技術。

## 數據回復
當要回復先前的備份時，系統會按其需要而選擇從硬碟或磁帶回復。若數據已儲存到磁帶，就會從磁帶直接還原；但若數據還保留在緩衝磁盤時，則可從緩衝磁盤還原。

## 使用原因
數據緩衝技術(虛擬帶庫技術)在基於網絡的備份系統中尤為重要，因為D2D2T技術可以緩解系統對於備份頻寬的需求。如果備份系統中需要執行其他的數據操作，緩衝磁盤還可以起到數據中心的作用。使用D2D2T技術的原因主要有以下三點：
- 由於硬碟的運行速度比磁帶快得多，這對小規模及隨機存取的還原服務有很大的效率提升；
- 雖然磁帶與磁碟透過系統接入界面的數據存輸量相若，但磁碟可以透過data stripping來輕易擴充容量；相反的，磁帶要達至相同的效果則困難得多；
- 透過數據緩衝技術，可以提升磁帶機在備份時的使用量，而不至於讓機器長期為等候檔案而被閒置；不過在還原時仍然未能避免有關問題。

## 參看
- 備份
- 虛擬磁帶庫

## 外部連結
- TOLIS Group Product Knowledge Base: What is disk staging and how is it implemented?